# Kom, o Jesu, väck mitt sinne
Kom, o Jesu, väck mitt sinne är en psalm med text skriven 1814 av Frans Michael Franzén.

## Publicerad i
- 1819 års psalmbok som nr 352 under rubriken "Husbönder och tjänare".[2]
- Den svenska psalmboken 1937, som nummer 227 under rubriken "Kyrkan och nådemedlen - 8. Konfirmation".[1]